# Linares (provins i Chile)
Provincia de Linares är en provins i Chile.   Den ligger i regionen Región del Maule, i den södra delen av landet, 300 km söder om huvudstaden Santiago de Chile. Antalet invånare är 264 292. Arean är 10 050 kvadratkilometer.
Terrängen i Provincia de Linares är kuperad åt nordväst, men åt sydost är den bergig.
Provincia de Linares delas in i:

- Linares
- San Javier
- Villa Alegre
- Colbun
- Yerbas Buenas
- Longavi
- Retiro
- Parral

Trakten runt Provincia de Linares består till största delen av jordbruksmark. Runt Provincia de Linares är det ganska glesbefolkat, med 23 invånare per kvadratkilometer.